# Disputa sul nome India

Il bacino del fiume Indo.

La disputa sul nome India nasce nel 1947 sull'uso del nome “India” durante e dopo la divisione dell'Impero anglo-indiano fra gli Stati della Repubblica dell'India e del Pakistan.
La controversia coinvolse figure chiave come Lord Mountbatten, l'ultimo viceré dell'Impero anglo-indiano e Muhammad Ali Jinnah, leader della Lega Musulmana e fondatore del Pakistan.
Bharat è uno dei due nomi ufficiali della moderna Repubblica dell'India; Hindustan è un altro termine non ufficiale utilizzato all'interno del paese: per Jinnah e per l'Hindu Mahasabha, Hindustan significava semplicemente "terra degli indù", poiché l'India è stata fondata come nazione a maggioranza indù; inizialmente Jinnah credeva che l'Hindustan non avrebbe usato il nome "India", poiché non aveva radici locali lì (etimologicamente e storicamente, il nome "India" rappresentava la valle dell'Indo, nell'attuale Pakistan) ed era anche contrario all'uso del nome "India" da parte del nuovo paese perché avrebbe causato confusione sulla storia.
Il disaccordo ebbe grandi effetti sull'identità nazionale e sul riconoscimento internazionale.

## Etimologia

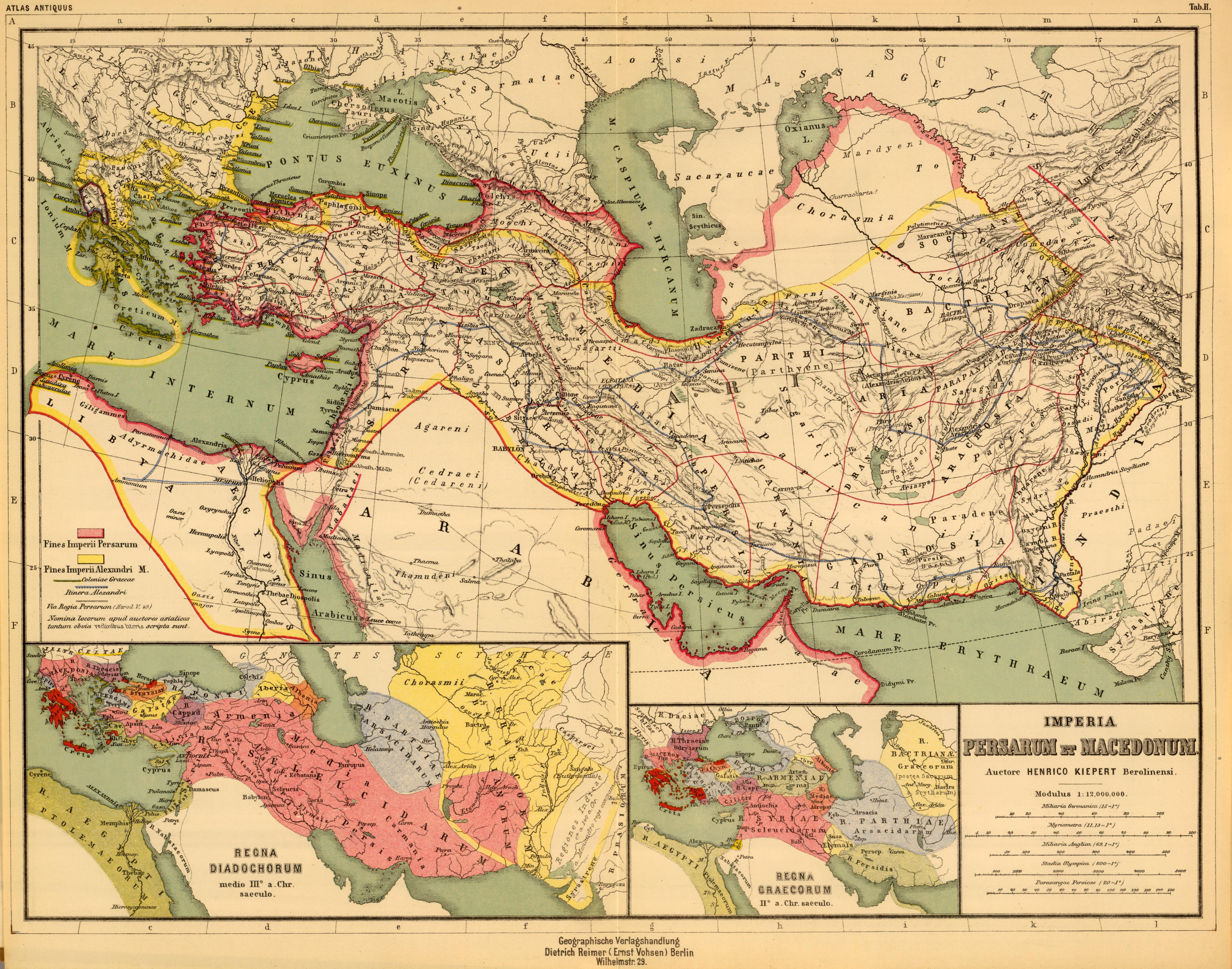
L'impero di Alessandro Magno arrivava al bacino dell'Indo, considerato il confine del mondo abitato.

Il nome India viene dalla parola greca Ἰνδία (Indìa), attraverso la traslitterazione latina India e indica la terra del fiume Indo. Nel greco, il nome è arrivato dal sanscrito Sindhu, che indicava tanto il fiume quanto il suo basso bacino (la regione ancora chiamata Sindh, oggi in Pakistan). 
La parola che indicava il Síndhu in persiano antico era Hindu: dopo che Dario I di Persia ebbe conquistato il Sindh verso il 516 a.C., la parola persiana Hinduš fu usata nell'area dell'attuale Pakistan per indicare il basso bacino dell'Indo. 
Il nome persiano Hinduš fu introdotto in greco da Scilace, che esplorò l'Indo per conto dell'imperatore persiano. I termini “indos” (in greco antico: Ἰνδός?) per il fiume e “indiano” si trovano in Ecateo di Mileto e nella Geografia di Erodoto. La perdita del suono /h/ probabilmente è dovuta ai dialetti greci dell'Asia minore Ecateo usò i termini "India" e "Indiani" in senso stretto solo per i gruppi stanziati nel Sindh. Successivamente Erodoto espanse l'uso del termine "indiano" per indicare tutti i popoli che vivevano ad est dell'Impero persiano, benché non conoscesse la geografia di quei luoghi.
Al tempo di Alessandro Magno, Indía nel greco della koinè indicava la regione oltre l'Indo. I compagni di Alessandro chiamavano "India" il bacino del fiume Indo; fu Megastene che più tardi incluse nel concetto di India le aree oltre il bacino dell'Indo, incluso il bacino del Gange. 
Quando l'Impero britannico arrivò nell'Asia meridionale, adottò il termine "India" per riferirsi all'intero subcontinente e dunque alla sua colonia.

## L'indipendenza dall'impero

Sfera culturale indiana. In arancione scuro il subcontinente indiano (India, Pakistan, Bangladesh, Sri Lanka, Maldive, Nepal e Bhutan). In arancione chiaro gli altri Paesi culturalmente legati all'India, in particolare Birmania, Thailandia, Cambogia, Laos, Vietnam, Indonesia, Malesia, Brunei e Singapore. In giallo le regioni con una significativa influenza culturale indiana, in particolare Afghanistan, Yunnan cinese, Tibet e Filippine.

Entro il 1947, il Raj britannico sarebbe stato diviso in due nuovi paesi: Hindustan e Pakistan.
Nel XX secolo era risaputo che la parola "India" derivasse dal fiume Indo; eppure Mountbatten, pur sapendo che le argomentazioni di Jinnah avevano senso, non lo avrebbe mai ammesso: in un'intervista del 1973, Mountbatten ammise di non andare molto d'accordo con Jinnah e lo definì addirittura "bastardo" durante l'intervista.
Jinnah si oppose fermamente all'uso del nome India da parte dell'Hindustan perché il nome India, che aveva una lunga storia, poteva creare confusione e trarre in inganno: la regione storica dell'India, che in origine comprendeva solo il bacino inferiore del fiume Indo, fu poi ampliata dagli inglesi che usarono quel nome ad intendere tutte le colonie nel subcontinente indiano. Il nome era un frutto della storia ed era conosciuto in tutto il mondo. L'India storica era per lo più al di fuori della moderna Repubblica dell'India e per lo più all'interno del Pakistan.
Jinnah preferiva il nome Pakistan per il suo paese e Hindustan per l'India, a maggioranza indù. Egli scoprì solo mesi prima dell'indipendenza che Mountbatten e Nehru avrebbero chiamato l'Hindustan "Repubblica dell'India".
Molte mappe stampate nella Repubblica dell'India dopo il 1947 chiamavano il nuovo paese Bharat ed anche la Costituzione dell'India chiama ufficialmente il paese Bharat. La parola Bharat deriva da Bharatavarsha, “terra dei Bharata”, uno dei primi gruppi vedici che si spostarono dalla valle dell'Indo alla pianura del Gange tra il 1200 a.C. e l'800 a.C. Per molti, Bharat sembrava un nome migliore poiché il termine India era un termine coloniale; ancora oggi, molti nazionalisti indù e parlanti hindi chiedono che la parola Bharat diventi l'unico nome ufficiale del paese.

## Situazione contemporanea
Nel 2023 il partito al governo in India, il Bharatiya Janata Party, guidato dal Primo ministro Narendra Modi, ha cercato di cambiare il nome dell'India in Bharat. Bharat e India sono entrambi nomi ufficiali del paese; il BJP afferma che il nome "India" è un segno del dominio coloniale e non è un nome locale per il paese.
Naresh Bansal, un parlamentare del BJP, ha affermato in una sessione parlamentare: «Gli inglesi hanno cambiato il nome di Bharat in India. Il nostro paese è noto con il nome "Bharat" da migliaia di anni... Il nome "India" è stato dato dal Raj coloniale ed è quindi un simbolo di schiavitù.»
I critici affermano che questi nuovi nomi sono un tentativo di cancellare i Moghul, che erano musulmani e hanno governato il subcontinente per quasi 300 anni di storia indiana.
Alcuni media indiani hanno affermato che l'India, utilizzando il nome Bharat, soddisferebbe il vecchio desiderio del Pakistan che rivendica questo nome dal 1947.